# Adrià Rodríguez
Adrià Rodríguez Juan (San Justo Desvern, Barcelona, 28 de abril de 2003) es un baloncestista español  que se desempeña como base en el Club Baloncesto Lucentum Alicante de la Liga LEB Oro.

## Trayectoria
Es un jugador formado en el Barcelona y en el Club Bàsquet Cornellà. Tras varias convocatorias con las selecciones catalanas, en la temporada 2014-15 sería internacional en las categorías inferiores con la selección española en categoría sub-12. 
En la temporada 2015-16, regresó a la cantera blaugrana para disputar dos temporadas más completando la etapa de formación infantil. De nuevo, volvió al Club Bàsquet Cornellà donde tras finalizar la etapa como jugador cadete y junior debutó en liga Leb Plata en la temporada 2020-21.
En la temporada 2021-22, forma parte de la plantilla del FC Barcelona "B" de Liga EBA, logrando el ascenso a LEB Plata. 
El 31 de julio de 2022, firma por el Basket Navarra Club de la Liga LEB Plata.
El 19 de julio de 2023, firma por el Club Baloncesto Lucentum Alicante de la Liga LEB Oro.

## Selección nacional
Es internacional en las categorías inferiores de la selección española. En julio de 2023, disputa el Campeonato Europeo de Baloncesto Masculino Sub-20 celebrado en Heraclión, Grecia.